# FIFA év játékosa 1997
Magabiztos fölénnyel lett nyertes a brazil Ronaldo, aki az első olyan labdarúgó volt aki kétszer is elnyerte a díjat.

## Végeredmény
| #  | Játékos                 | Pont | Csapat(ok)                  |
| -- | ----------------------- | ---- | --------------------------- |
| 1  | Ronaldo                 | 480  | FC Barcelona Internazionale |
| 2  | Roberto Carlos da Silva | 65   | Real Madrid                 |
| 3  | Dennis Bergkamp         | 62   | Arsenal                     |
| 4  | Zinédine Zidane         | 62   | Juventus                    |
| 5  | Raúl                    | 51   | Real Madrid                 |
| 6  | Del Piero               | 27   | Juventus                    |
| 7  | Davor Šuker             | 20   | Real Madrid                 |
| 8  | Gabriel Batistuta       | 16   | Fiorentina                  |
| 9  | Alan Shearer            | 16   | Newcastle United            |
| 10 | Leonardo                | 14   | Paris SG AC Milan           |
| 11 | Peter Schmeichel        | 14   | Manchester United           |
| 12 | Youri Djorkaeff         | 12   | Internazionale              |
| 13 | Marcelo Salas           | 12   | River Plate                 |
| 14 | Andreas Möller          | 11   | Borussia Dortmund           |
| 15 | Matthias Sammer         | 11   | Borussia Dortmund           |
| 16 | George Weah             | 11   | AC Milan                    |
| 17 | Gianfranco Zola         | 11   | Chelsea                     |
| 18 | Predrag Mijatović       | 10   | Real Madrid                 |
| 19 | Faustino Asprilla       | 9    | Newcastle United            |
| 20 | Luís Figo               | 8    | Barcelona                   |